# Bactrocera nesiotes
Bactrocera nesiotes är en tvåvingeart som först beskrevs av Munro 1984.  Bactrocera nesiotes ingår i släktet Bactrocera och familjen borrflugor.
Artens utbredningsområde är Madagaskar. Inga underarter finns listade.